# モンゴル・アルタイ山脈の岩絵群
モンゴル・アルタイ山脈の岩絵群（モンゴル・アルタイさんみゃくのいわえぐん）は、モンゴルの世界遺産のひとつであり、その登録名が示すように、モンゴル・アルタイ山脈の3箇所の岩絵遺跡群が対象となっている。それらは紀元前11000年ごろから西暦9世紀ごろまで、およそ12000年にわたって描かれており、それぞれの時期における北アジアの生活様式や周辺環境の様子を伝える岩刻画が数多く残されていることが評価された。UNESCOの世界遺産リストに登録されたモンゴルの文化遺産は、オルホン渓谷の文化的景観に続いて、これが2件目である。

## 登録対象
モンゴル北西部から中南部に位置するモンゴル・アルタイ山脈は、南西部のゴビ・アルタイ山脈とともに、狭義のアルタイ山脈を構成している。登録対象となっているのは、モンゴル・アルタイ山脈にある以下の3遺跡で、いずれもバヤン・ウルギー県にある。首都ウランバートルから西方におよそ1700 kmに位置し、それぞれの遺跡は35 - 40 km 程度離れている。中・ロの国境に近い場所でもあり、軍の管理下に置かれている地域も含まれている。
3つの遺跡をすべてあわせると、その岩絵は数千点にのぼる。また、葬礼文化と結びつく塚も数百箇所存在している。ただし、それらの年代は、もっぱら描かれているモチーフや描画技術の変化などから推測されている。
更新世末期の岩絵に登場するのはマンモス、サイ、ダチョウなどの大型動物で、完新世に入るとオーロックス、ヘラジカ、アイベックスなども出てきた。また、完新世に入ると、獲物の動物を描くだけでなく、狩人の姿も描かれるようになる。描かれる動物の違いなどから更新世から青銅器時代初期にかけての気候変動によるステップから森林への植生の変遷の様子も読み取ることができ、青銅器時代にはさまざまな道具を使った狩猟の様子だけでなく、動物を使って荷車を牽かせる様子なども描かれている。青銅器時代後期から鉄器時代にかけてと見られる時期の岩絵に描かれているのは、馬を使った遊牧生活の様子であり、描画の技術も向上している。7世紀から9世紀のテュルク系民族の時期のものは、武装した騎馬像などが描かれている。
以下の遺跡は北から南の順に登録されている。

### ツァガーン・サラー＝バガ・オイゴル
ツァガーン・サラーとバガ・オイゴル (Tsagaan Salaa-Baga Oigor, ID1382-001) はバヤン・ウルギー県ウラーンフス郡 (Ulaankhus soum) に属する地域で、ウラーンフス郡が保有している。登録面積は2100 ha、緩衝地域は3600 ha である。 この地域は約5000箇所の遺跡地区に細分することができるが、そこに含まれる岩絵は1点から160点と地区によってかなりの開きがある。それらは更新世末期の狩猟生活の様子から始まり、青銅器時代の狩猟・牧畜生活からテュルクの時代までが描かれており、規模と継続性の点では、登録された3遺跡中で随一と評価されている。
この遺跡群は1990年代半ば以降、アメリカ、ロシア、モンゴルの合同チームによる調査・研究が行われ、多くの岩絵が発見された

### 上ツァガーン・ゴル
上ツァガーン・ゴル (Upper Tsagaan Gol, ID1382-002) はバヤン・ウルギー県ツェンゲル郡 (Tsengel soum) に属する地域で、ツェンゲル郡が保有している。登録面積は9000 ha、緩衝地域は6300 ha である。ツァガーン・サラー＝バガ・オイゴルと同じように、5000の遺跡地区に細分され、それぞれに1点から100点の岩絵が含まれている。時期は青銅器時代以降に属している。
青銅器時代の塚や立石遺跡が見られる地域でもあり、地元民からいまでも霊峰と仰がれている山も存在している。
ツァガーン・サラー＝バガ・オイゴルと同じく、アメリカ、ロシア、モンゴルの合同チームによる調査が行われてきた。

### アラル・トルゴイ
アラル・トルゴイ (Aral Tolgoi, ID1382-003) は上ツァガーン・ゴルと同じくツェンゲル郡に属する地域で、やはりツェンゲル郡が保有している。登録面積は200 ha、緩衝地域は800 ha である。およそ300点の岩絵が存在しているが、更新世末期のものが中心で、青銅器時代以降のものはほとんどないと考えられている。

## 登録経緯
世界遺産の暫定リストに掲載されたのは1996年8月1日のことである。ただし、そのときは「ツァガーン・サラーの岩絵」(Tsagaan Salaa Rock Painting) のみの記載であった。2007年には推薦準備のために、30,000ドルを世界遺産基金から助成されている。2009年12月8日に「上ツァガーン・ゴル遺跡群」(The Upper Tsagaan Gol Complex) と「アラル・トルゴイ岩絵遺跡群」(The rock art site of Aral Tolgoi) が追加で記載され、それらがまとめて2010年1月29日に推薦された。
2010年10月23日から11月3日には、世界遺産委員会の諮問機関である国際記念物遺跡会議(ICOMOS) の専門家による現地調査が行われ、それも踏まえてICOMOSは翌年に勧告を出した。ICOMOSはこの遺跡群が「顕著な普遍的価値」を有していることを認めつつも、構成資産に含まれる岩絵群の体系的な整理が不十分であることや、管理計画の運用に問題があることなどから、「登録延期」を勧告した。
しかし、2011年の第35回世界遺産委員会では、逆転での登録が認められた。モンゴルの文化遺産としては2件目、自然遺産も含めた中では3件目の世界遺産である。1件目の文化遺産「オルホン渓谷の文化的景観」と同じく、文化的景観に分類されている。

### 登録名
世界遺産としての正式登録名は、Petroglyphic Complexes of the Mongolian Altai （英語）、Ensembles de pétroglyphes de l'Altaï mongol （フランス語）である。その日本語訳は資料によって以下のような若干の違いがある。
- モンゴル・アルタイ山系の岩絵群 （日本ユネスコ協会連盟）[15]
- モンゴルのアルタイ山脈にある岩面画群 （世界遺産アカデミー）[16]
- モンゴル・アルタイ山脈の岩壁画群（古田陽久 古田真美）[17]
- モンゴルのアルタイ山脈の岩絵群（なるほど知図帳）[18]
- モンゴルのアルタイの岩面陰刻群（市原富士夫）[19]

### 登録基準
この世界遺産は世界遺産登録基準のうち、以下の条件を満たし、登録された（以下の基準は世界遺産センター公表の登録基準からの翻訳、引用である）。
- (3) 現存するまたは消滅した文化的伝統または文明の、唯一のまたは少なくとも稀な証拠。

この基準は、一連の岩絵群が、特に先史時代における北アジアの生活様式の変化を伝える優れた例証である点などに対して適用された。描かれている岩絵群は、この地域の生活様式が狩猟生活から牧畜生活へと移行していったことや、青銅器時代後期から鉄器時代初期にかけて馬を使った遊牧生活が確立していたことなどを示している。北アジアには、ほかにも岩絵が残る遺跡地域が存在するが、登録された3地域は、規模、古さ、保存状態のよさの3点において、特に優れていることが認められている。